# Stanisław Moryto

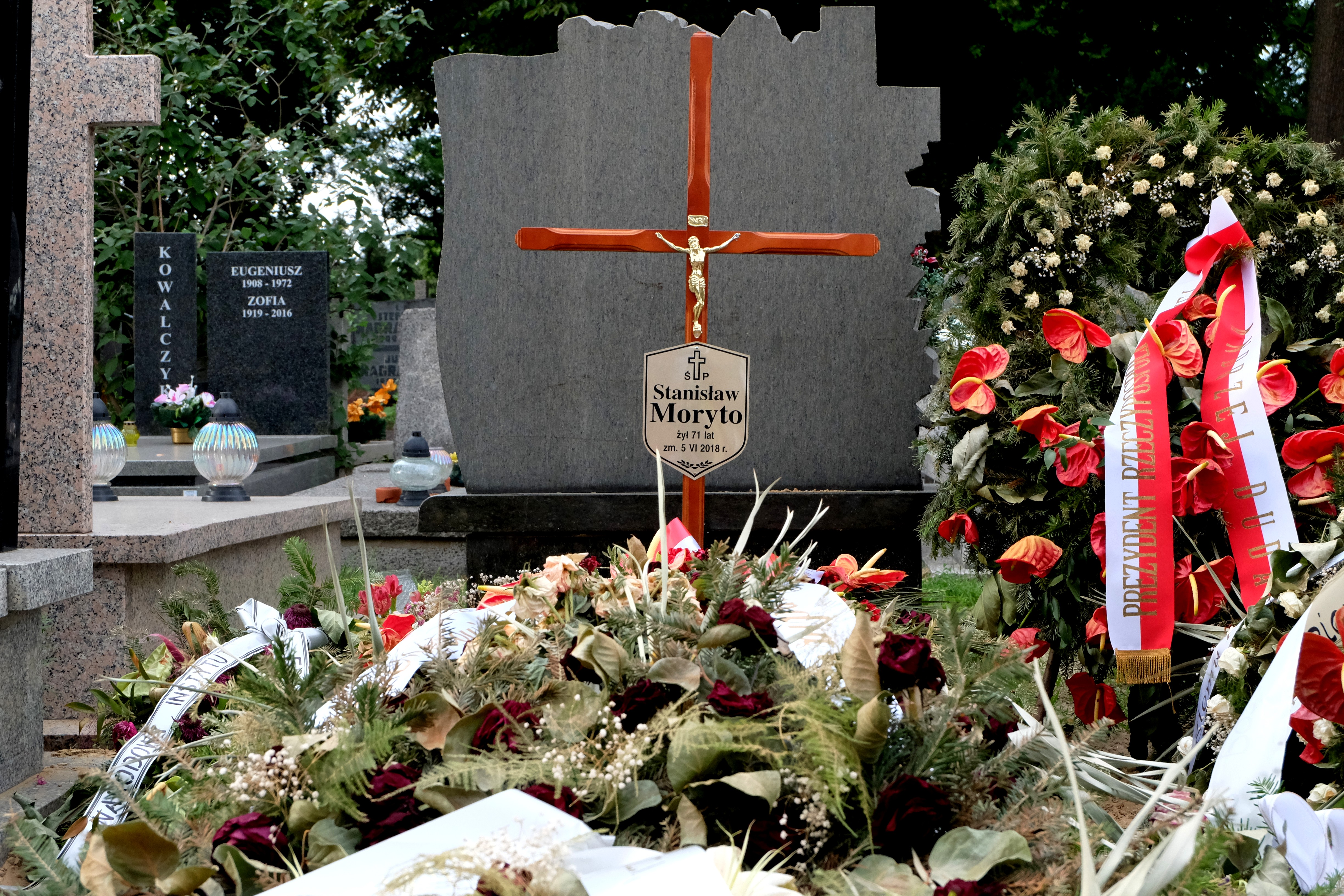
Grób Stanisława Moryty na cmentarzu Wojskowym na Powązkach w Warszawie

Stanisław Włodzimierz Moryto (ur. 8 maja 1947 w Łącku, zm. 5 czerwca 2018 w Warszawie) – polski kompozytor i organista. Rektor Akademii Muzycznej i Uniwersytetu Muzycznego Fryderyka Chopina.

## Życiorys
Urodził się w rodzinie Tadeusza (1914–1969), działacza kulturalnego, organisty, i Heleny z domu Smajkiewicz (1921–2009). Miał braci Wacława, prawnika, i Tadeusza Witolda (1951–1998), nauczyciela, oraz siostrę Cecylię po mężu Biernacką, nauczycielkę. Początkowo od ojca pobierał naukę gry na fortepianie i na organach. Później uczęszczał do szkoły muzycznej w Nowym Sączu gdzie uczył się w klasie fortepianu prof. Janiny Wojtas. Ukończył Państwowe Liceum Muzyczne w Warszawie. Następnie studiował w Państwowej Wyższej Szkole Muzycznej w Warszawie, gdzie uzyskał dwa dyplomy: w zakresie gry na organach u prof. Feliksa Rączkowskiego (1971) i w zakresie kompozycji u prof. Tadeusza Paciorkiewicza (1974). W latach 1973–1981 był przewodniczącym polskiej sekcji organizacji Jeunesses Musicales International.
20 sierpnia 2002 otrzymał tytuł naukowy profesora sztuk muzycznych. W latach 1996–2002 był prorektorem Akademii Muzycznej im. Fryderyka Chopina w Warszawie. Później przez trzy lata zajmował stanowisko dziekana Wydziału Kompozycji, Dyrygentury i Teorii Muzyki, a w latach 2005–2012 pełnił funkcję rektora Akademii Muzycznej i następnie Uniwersytetu Muzycznego Fryderyka Chopina w Warszawie.
Był mężem Bożeny z domu Rzepkowskiej, z zawodu muzyka. Ich córki, Dorota została konserwatorem sztuki, a Agata, grafikiem.
Zmarł 5 czerwca 2018, pochowany 13 czerwca 2018 na cmentarzu Wojskowym na Powązkach w Warszawie (kwatera 40B dod.-2-11).

## Ważniejsze kompozycje
- Koncert na organy małe, wielkie i orkiestrę symfoniczną (1974)
- Nokturny na baryton i orkiestrę kameralną, sł. K.K. Baczyński (1975)
- Tryptyk na chór a capella (1976)
- Elegie na sopran i fortepian (1977)
- Ilustracje na baryton i zespół kameralny, sł. W. Katarzyński (1978)
- Rapsod na sopran i smyczki, sł. R.M. Rilke (1979)
- Verset na organy (1979)
- Das Echo fernster Glückserinnerung na baryton i zespół kameralny, sł. S. Przybyszewski (1981)
- Aria i chorał na skrzypce (1982)
- Retrospekcje na orkiestrę (1983)
- Cantio polonica na organy (1985)
- Vers libre na perkusję solo (1985)
- Koło na saksofon (1986)
- Aforyzmy na sopran i zespół kameralny (1987)
- Fantazja na wiolonczelę i smyczki (1987)
- Conductus na 2 akordeony i organy (1988)
- Per uno solo na perkusję (1988)
- E-la na akordeon (1989)
- Cztery antyfony na sopran i organy (1992)
- Koncert na wiolonczelę i orkiestrę smyczkową (1992)
- Trzy psalmy na chór mieszany a cappella (1994)
- Święty Boże na sopran, tenor i chór a cappella (1995)
- Te Deum na sopran, chór i orkiestrę dętą (1995)
- Da pacem Domine na organy (1997)
- Pieśni kurpiowskie na chór żeński a cappella (1997)
- Veni Creator na organy (1998)

## Ordery i odznaczenia
- Krzyż Oficerski Orderu Odrodzenia Polski (2012)[8]
- Krzyż Kawalerski Orderu Odrodzenia Polski (2001)[9]
- Srebrny Medal „Zasłużony Kulturze Gloria Artis” (2007)[10]
- Medal „Polonia Mater Nostra Est” (2014)

- Krzyż Wielki Orderu pro Merito Melitensi (Zakon Maltański, 2007)[11]
- Honorowa Odznaka Stowarzyszenia Autorów ZAiKS (2008)[12]

## Nagrody i wyróżnienia
- I nagroda w Konkursie Młodych Kompozytorów Związku Kompozytorów Polskich w Warszawie za Nokturn na baryton i orkiestrę kameralną (1975)
- III nagroda w Konkursie im. Artura Malawskiego w Krakowie za Ilustracje na baryton i zespół kameralny (1978)
- Nagroda Ministra Kultury i Sztuki III stopnia (1980)
- II nagroda w konkursie kompozytorskim w Białymstoku (1981)
- III nagroda w Konkursie Związku Autorów i Kompozytorów Scenicznych w Warszawie za Aforyzmy na sopran i zespół kameralny (1987)
- 5 nagród w konkursie kompozytorskim Warszawskiego Oddziału Związku Kompozytorów Polskich (w latach 1982–1987)
- Nagroda Ministra Kultury i Sztuki (1995)
- Nagroda miasta Legnicy (2000, 2008)
- Nagroda im. Brata Alberta (2008)
- Nagroda im. Włodzimierza Pietrzaka (2009)
- Nagroda „Fryderyk” Akademii Fonograficznej w kategorii Kompozytor Roku (2010)
- Nagroda Ministra Kultury i Dziedzictwa Narodowego (2011)
- tytuł doktora honoris causa Keimyung University w Daegu w Korei Południowej (2011)[13]
- Nagroda ZAiKS-u za propagowanie polskiej muzyki współczesnej (2015)[12]

Źródło:.